# Omar Vizquel
Omar Enrique Vizquel González (ur. 24 kwietnia 1967) – wenezuelski baseballista, który występował na pozycji łącznika.

## Kariera zawodnicza
W 1984 roku podpisał kontrakt jako wolny agent ze Seattle Mariners i początkowo występował w klubach farmerskich tego zespołu, między innymi w Calgary Cannons, reprezentującym Triple-A. W Major League Baseball zadebiutował 3 kwietnia 1989 w meczu przeciwko Oakland Athletics. W 1993 zdobył pierwszą z jedenastu w karierze Złotą Rękawicę.
W grudniu 1993 w ramach wymiany zawodników przeszedł do Cleveland Indians, a w sezonie 1998 po raz pierwszy wystąpił w Meczu Gwiazd, w którym zaliczył single'a. 5 sierpnia 2001 w meczu ze Seattle Mariners, w którym Indians przegrywali 2–14 w piątej zmianie, w drugiej połowie dziewiątej zmiany zaliczył three-run triple, dzięki któremu wyrównał stan meczu na 14–14; ostatecznie Indians wygrali spotkanie 15–14 w jedenastej zmianie i był to trzeci mecz w historii ligi, w którym wygrał zespół odrabiając dwunastopunktową stratę.
W latach 2005–2008 był zawodnikiem San Francisco Giants, zaś w sezonie 2009 grał w Texas Rangers.
W listopadzie 2009 przeszedł do Chicago White Sox. W poprzednich zespołach występował z numerem 13, który w White Sox nosił menadżer Ozzie Guillén, więc za zgodą Luisa Aparicio, jedynego Wenezuelczyka, który został uhonorowany członkostwem w Baseball Hall of Fame, przydzielono mu numer 11, zastrzeżony przez klub w 1984. W 2012 grał w Toronto Blue Jays, w którym zakończył karierę zawodniczą.

## Kariera szkoleniowa
W sezonie 2013 był członkiem sztabu szkoleniowego w Los Angeles Angels of Anaheim, zaś w lutym 2014 został trenerem pierwszej bazy w Detroit Tigers. W grudniu 2017 został mianowany menadżerem klubu farmerskiego Chicago White Sox – Winston-Salem Dash.

## Nagrody i wyróżnienia
| Nagroda/wyróżnienie  | Lata                  | Źródło |
| 3× All-Star          | 1998, 1999, 2002      | [ 1 ]  |
| 11× Gold Glove Award | 1993–2001, 2005, 2006 | [ 1 ]  |